# Olga Mulet Torres
Olga Mulet Torres (Vinaròs, 8 de juny de 1957) és una mestra i política valenciana, diputada al Congrés dels Diputats en la VI Legislatura.
Diplomada en professorat d'EGB, ha estat directora d'un centre escolar de 1990 al 1996. Alhora, com a militant del PSPV-PSOE, ha estat regidora i tinent d'alcalde de l'Ajuntament de Vinaròs a les eleccions municipals espanyoles de 1991 i fou escollida diputada per la província de Castelló a les eleccions generals espanyoles de 1996. Ha estat secretària segona de la Comissió d'Educació i Cultura (1996-2000). De 1998 a 2000 fou secretària de l'Agrupació del PSPV-PSOE a Vinaròs. Actualment és professora d'ensenyament primari al CEIP Jaume I de Vinaròs.